# Lincoln Cosmopolitan

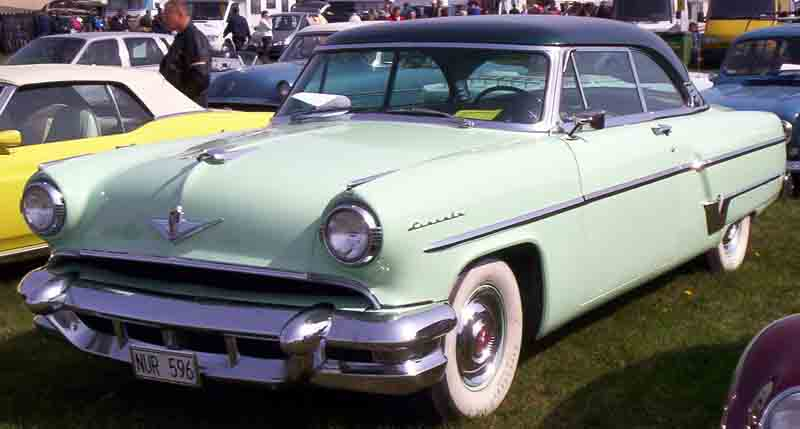
Lincoln Cosmopolitan Hardtop-Coupé (1954)

Der Lincoln Cosmopolitan war ein Luxuswagen, der in den Modelljahren 1949 bis 1954 von Lincoln hergestellt wurde.

## Von Jahr zu Jahr

### Serie 9EH (1949)
1949 löste der Cosmopolitan den Continental als Spitzenmodell ab. Die Wagen präsentierten sich erstmals in Pontonform mit integrierten vorderen und hinteren Kotflügeln. Die Cosmopolitan-Serie war etwas glattflächiger gehalten als die einfachere Lincoln-Serie und hatte eine durchgehende Windschutzscheibe. Es wurden viertürige Limousine mit Stufen- und Fließheck, ein zweitüriges Coupé und ein zweitüriges Cabriolet gebaut.
Wie seine Schwestermodelle hatte der Cosmopolitan  einen seitengesteuerten V8-Motor mit 5.518 cm³ Hubraum, der 152 bhp (112 kW) bei einer Drehzahl von 3.600/min entwickelte. Die Motorkraft wurde über ein handgeschaltetes Dreiganggetriebe (auf Wunsch auch mit Overdrive) an die Hinterräder weitergeleitet. Gegen Aufpreis gab es erstmals bei Lincoln auch ein Automatikgetriebe. Dabei behalf man sich mangels eines eigenen mit der Hydramatic von General Motors.
Eine Sonderanfertigung auf der Basis des Cosmopolitan 9EH entstand bei der Raymond Dietrich Inc. in Detroit als Paradefahrzeug für das Weiße Haus. Es war ein viertüriges Cabriolet, auf einem verlängerten Fahrgestell aufgebaut und bei einem Radstand von 3683 mm über 6 Meter lang. Das Gewicht lag bei rund 3 Tonnen. Die Ausstattung umfasste die Flaggenhalter auf der vorderen Stoßstange, ein rotes Warnlicht, ein außen am Heck montiertes Ersatzrad („Continental Kit“) und ausziehbare Trittstufen unter den hinteren Kotflügeln für begleitende Leibwächter. Auf Wunsch von Präsident Dwight D. Eisenhower wurde es 1953 mit einer Plexiglashaube versehen welche Creative Industries of Detroit angefertigte.

### Serie 0EH (1950)
Karosserien und Motor blieben im Folgejahr gleich, lediglich die Fließhecklimousine wurde nicht mehr angeboten. Dafür kam ein zusätzliches, besser ausgestattetes Coupé mit dem Namen Capri (nicht zu verwechseln mit dem später hergestellten Lincoln Capri).

### Serie 1EH (1951)
Wenig Änderungen gab es auch 1951. Lediglich der Motor legte um 2 bhp zu und leistete nun 154 bhp (113 kW). Die schwere Chromleiste über den vorderen Radausschnitten wich einer schmäleren über die gesamte Wagenlänge.

### Serie 2H (1952)
1952 wurden die Lincoln-Karosserien komplett überarbeitet. Die Pontonform wich einer leichten Heckflossenform. Die vorher hinten angeschlagenen hinteren Türen der Viertürer wurden durch vorne angeschlagene Exemplare ersetzt. Vom Cosmopolitan gab es neben der 4-türigen Limousine nur noch ein neues, 2-türiges Hardtop-Coupé. Seine Rolle als Spitzenmodell gab er an die neue Capri-Reihe ab. Neu war auch der obengesteuerte V8-Motor, der aus 5.201 cm³ mit Hilfe eines Holley-Doppelvergasers eine Leistung von 160 bhp (118 kW) bei 3.900/min schöpfte. Die manuellen Getriebe waren verschwunden; es gab nur noch die Hydramatic.

### Serie 8H (1953)
Während an den Karosserien keine Änderungen vorgenommen wurden, erhielt der Motor eine deutliche Leistungsspritze: Ein Holley-Doppel-Registervergaser befähigte ihn zur Abgabe von 205 bhp (151 kW) bei 4.200/min.

### Serie 9H (1954)
Im Wesentlichen blieben die Karosserien im letzten Produktionsjahr unverändert, wuchsen aber um ca. 25 mm in der Länge. Die Gürtellinie rutschte etwas höher und war wieder durch eine Chromleiste auf die gesamte Fahrzeuglänge gekennzeichnet.
Im Folgejahr löste der Custom den Cosmopolitan ab.

## Produktionszahlen
| Baujahr | Limousine | Fließheck-Limousine | Coupé  | Hardtop-Coupé | Cabriolet | Gesamt   |
| ------- | --------- | ------------------- | ------ | ------------- | --------- | -------- |
| 1949    | 18.906    | 7.302               | 7.685  |               | 1.230     | 35.123   |
| 1950    | 8.332     |                     | 1.824  |               | 536       | 10.692   |
| 1951    | 12.229    |                     | 2.727  |               | 857       | 15.813   |
| 1952    | 15.854*   |                     |        | 4.545         |           | 20.399*  |
| 1953    | 7.560     |                     |        | 6.562         |           | 14.122   |
| 1954    | 4.447     |                     |        | 2.994         |           | 7.441    |
| Gesamt  | 67.328*   | 7.302               | 12.236 | 14.101        | 2.623     | 103.590* |

- = enthält die Zahl der Capri-Limousinen 1952